# Paul-Louis Carrière

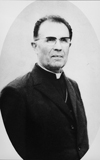
Bischof Paul-Louis Carrière

Paul-Louis Carrière (* 30. März 1908 in Châlons-sur-Marne; † 21. Februar 2008 in Châlons-en-Champagne) war römisch-katholischer Bischof von Laval in Frankreich.

## Leben
Carrière studierte am Priesterseminar in Châlons und am Pontificium Seminarium Gallicum in Urbe („Séminaire Pontifical Français de Rome“) in Rom. Er empfing die Priesterweihe am 8. Juli 1931 in der Kathedrale von Châlons. Von 1940 bis 1945 war er in Kriegsgefangenschaft in Deutschland.
1968 wurde er von Paul VI. zum Titularbischof von Labicum ernannt und zum Koadjutorbischof des Bistums Laval bestellt. Die Bischofsweihe spendete ihm am 11. Januar 1969 der Bischof von Châlons, René-Joseph Piérard; Mitkonsekratoren waren sein Amtsvorgänger, Bischof Charles-Marie-Jacques Guilhem, und der Bischof von Saint-Dié, Jean-Félix-Albert-Marie Vilnet. Im Dezember 1969 wurde er zum Bischof von Laval ernannt.
Seinem Rücktrittsgesuch wurde im Jahre 1984 durch Johannes Paul II. stattgegeben.
Von 1997 bis zu seinem Tod lebte er in einem Heim für betagte Priester in Châlons-sur-Marne. Er wurde in der Bischofsgruft der Kathedrale von Laval beigesetzt.